# Mihai Onicaș
Mihai Marian Onicaș (Cluj-Napoca, 27 gennaio 1990) è un calciatore rumeno, centrocampista svincolato.

## Carriera
Ha iniziato a giocare nelle giovanili dell'U Cluj prima di passare a quelle della Steaua Bucarest. A 17 anni ha iniziato la carriera da professionista al Mureșul Deva, poi è tornato alla Steaua Bucarest. Nel 2010 è stato dato in prestito al Politehnica Iași e al FCM Târgu Mureș. Nel 2011 ha giocato, sempre in prestito, all'Unirea Urziceni e poi al Viitorul Costanza, dove è rimasto fino al 2013. Successivamente è tornato in prestito al Târgu Mureș, ritornando nel 2014 alla Steaua. Sempre nel 2014 è stato trasferito all'Olimpia Satu Mare, squadra di Liga II. Dal 2015 gioca alla Speranța Nisporeni.